# Gadag-Betageri
Gadag-Betageri è una città dell'India di 171.647 abitanti, capoluogo del distretto di Gadag, nello stato federato del Karnataka. In base al numero di abitanti la città rientra nella classe I (da 100.000 persone in su). È formata dalla storica città di Gadag e dalla più recente Betageri, unite a formare un'unica amministrazione.

## Geografia fisica
La città è situata a 15° 25' 0 N e 75° 37' 0 E e ha un'altitudine di 662 m s.l.m..

## Società

### Evoluzione demografica
Al censimento del 2001 la popolazione di Gadag-Betageri assommava a 154.849 persone, delle quali 78.672 maschi e 76.177 femmine. I bambini di età inferiore o uguale ai sei anni assommavano a 18.771, dei quali 9.611 maschi e 9.160 femmine. Infine, coloro che erano in grado di saper almeno leggere e scrivere erano 110.311, dei quali 61.779 maschi e 48.532 femmine.

## Luoghi d'interesse

### Tempio Trikuteshvara

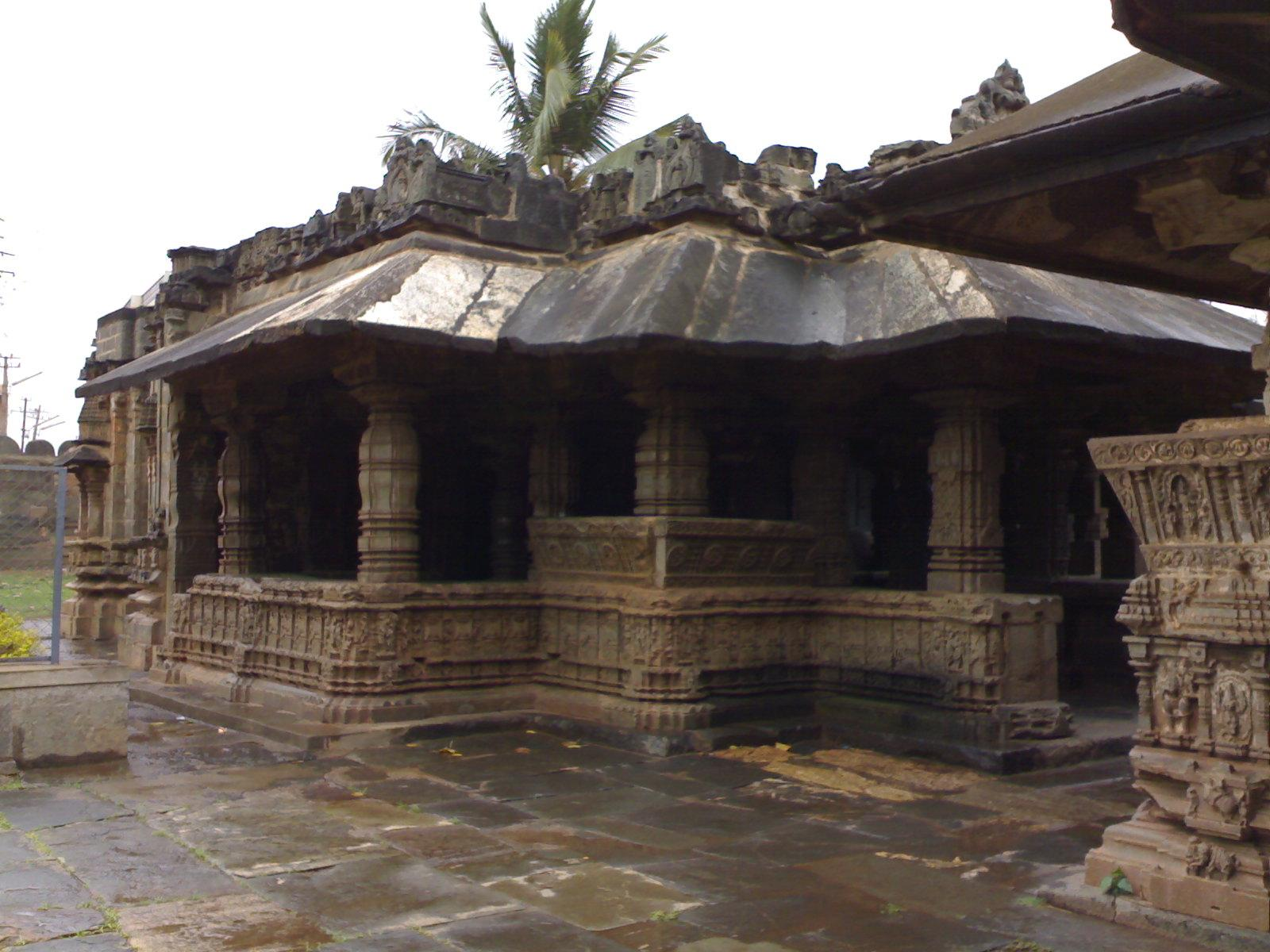
Tempio Trikuteshvara

Il Tempio Trikuteshvara, con i suoi tre santuari dedicati a Shiva, Brahmā e Sūrya, è uno dei maggiori esempi della tarda età chalukya (XI - XII secolo).

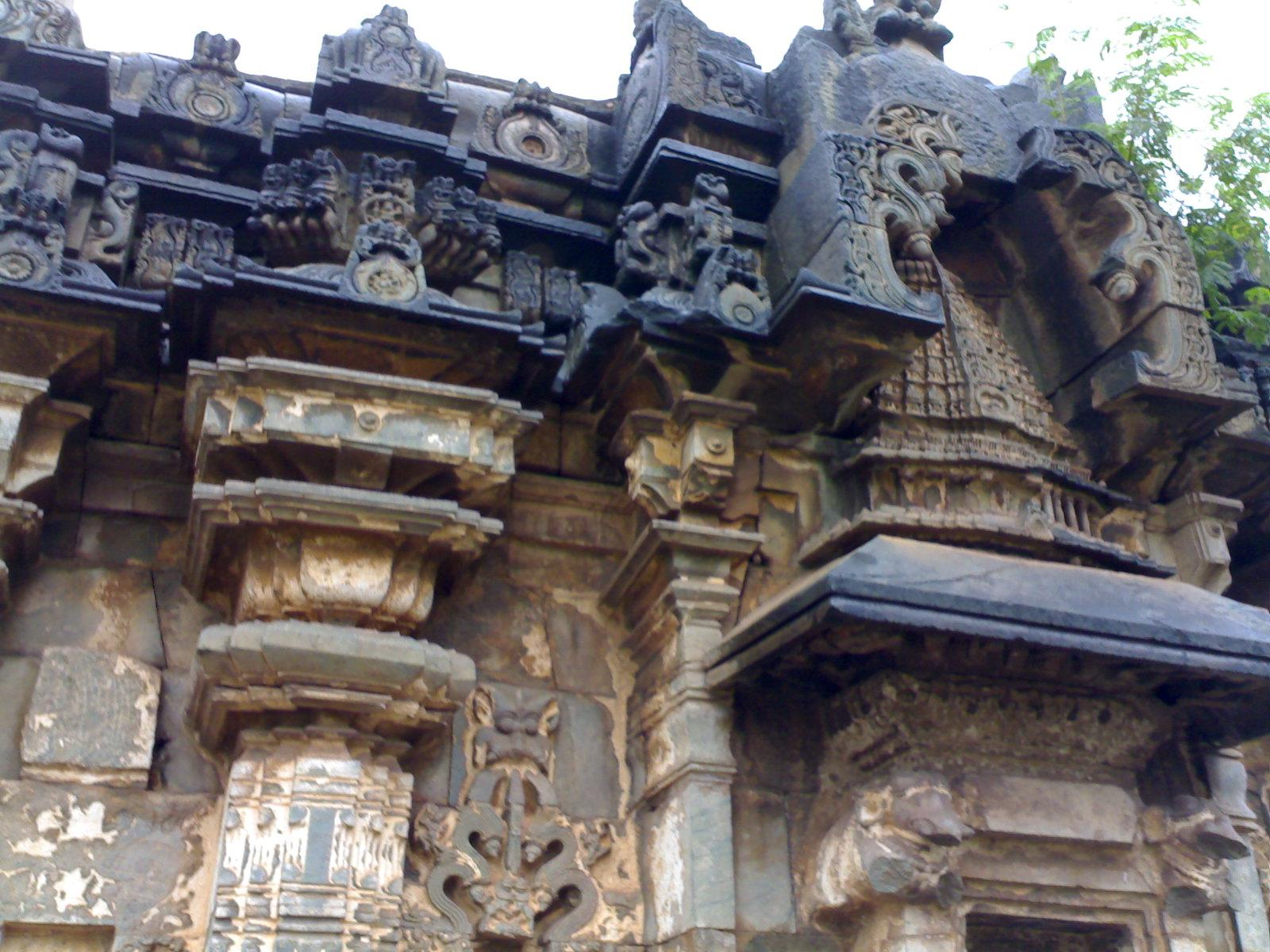
Particolare dei fregi del Tempio Trikuteshvara